# Amphiesma boulengeri
Amphiesma boulengeri là một loài rắn trong họ Colubridae. Loài này được Gressitt mô tả khoa học đầu tiên năm 1937.